# Take Me As I Am (Tornike Kipiani-dal)
A Take Me As I Am (magyarul: Úgy fogadj el, amilyen vagyok) Tornike Kipiani grúz énekes dala, mellyel Grúziát képviselte volna a 2020-as Eurovíziós Dalfesztiválon, Rotterdamban. A dal főként angol nyelven hangzott volna el, de emellett tartalmaz néhány kifejezést francia, német, olasz és spanyol nyelven is.

## Eurovíziós Dalfesztivál
2020. január 30-án vált hivatalossá, hogy az alábbi dalt választotta ki a grúz televízió Tornike Kipiani számára az Eurovíziós Dalfesztiválra. A dalt március 3-án mutatták be. A grúz delegáció a dalt „a klasszikus rock, a dubstep és az elektronikus zene keverékének“ írta le.
Az Eurovíziós Dalfesztiválon a dalt az előzetes sorsolás alapján először a május 14-i második elődöntő második felében adták volna elő, azonban március 18-án az Európai Műsorsugárzók Uniója bejelentette, hogy 2020-ban nem tudják megrendezni a versenyt a COVID–19-koronavírus-világjárvány miatt. Tornikét három vokalista kísérte volna: Mariko Lezhava, Mariam Shengelia és Aleko Berdzenishvili. A grúz műsorsugárzó jóvoltából az énekes lehetőséget kapott az ország képviseletére a következő évben egy új versenydallal.

## Külső hivatkozások
- Dalszöveg. Genius Lyrics
- A dal videóklippje. YouTube-videó, Eurovision Song Contest, 2020. március 3.